# Във вашия дом 13: Последна четворка
Във вашия дом 13: Последна четворка (на английски: In Your House 13: Final Four) е тринадесетото pay-per-view събитие от поредицата Във вашия дом, продуцирано от Световната федерация по кеч (WWF). Събитието се провежда на 16 февруари 1997 г. в Чатануга, Тенеси.

## Обща информация
Основното събитие е елиминационен мач в четири ъгъла за Световната титла в тежка категория на WWF, която е овакантена от Шон Майкълс три дни преди събитието. В мача, който първоначално е замислен да уреди спора от финала на мача кралско меле през януари и да назове номер едно претендент за титлата на Кечмания 13, участват Брет Харт, Ледения Стив Остин, Гробаря и Вейдър. Основните мачове на ъндъркарда са Оуен Харт и Британския Булдог срещу Дъг Фурнас и Фил Лафон и Роки Маивиа срещу Хънтър Хърст Хелмсли за Интерконтиненталната титла на WWF.

## Резултати
| №                                                                        | Резултати | Правила                                                                                | Време      |
| ------------------------------------------------------------------------ | --- | -------------------------------------------------------------------------------------- | ---------- |
| 1Т                                                                       | Годуин (Финеъс И. Годуин и Хенри О. Годуин) побеждават Хедбенгърите (Мош и Трашър)                                                                       | Отборен мач                                                                            | Неизвестно |
| 2                                                                        | Марк Меро (със Сейбъл) поб. Лейф Касиди | Индивидуален мач                                                                       | 09:31      |
| 3                                                                        | Нацията на доминация (Кръш, Фарук и Савио Вега) (с Кларънс Мейсън, Д'Ло Браун, Джей Си Айс и Улфи Ди) поб. Барт Гън, Флаш Фънк и Златен прах (с Марлена) | Шесторен отборен мач                                                                   | 06:43      |
| 4                                                                        | Роки Маивиа (ш) поб. Хънтър Хърст Хелмсли | Индивидуален мач за Интерконтиненталната титла на WWF                                  | 12:30      |
| 5                                                                        | Дъг Фурнас и Фил Лафон поб. Оуен Харт и Британския Булдог (ш) (с Кларънс Мейсън) чрез дисквалификация                                                    | Отборен мач за Световните отборни титли на WWF                                         | 10:31      |
| 6                                                                        | Брет Харт поб. Ледения Стив Остин, Гробаря и Вейдър (с Пол Беърър)                                                                                       | Елиминационен мач в четири ъгъла за вакантната Световна титла в тежка категория на WWF | 24:06      |
| - (ш) – указва шампиона/шампионите в мача - Т – показва, че мача е тъмен | |                                                                                        |            |